# Tájékozott beleegyezés
A tájékozott beleegyezés egy az orvostudományban használatos fogalom. A vizsgált személy önkéntes beleegyezése, hogy részt vesz egy bizonyos vizsgálatban, kezelésben, miután már megmondták neki, hogy miben áll az ő részvétele.
A gyógyászatban ez a beteg által adott önkéntes, szabad és informált felhatalmazás az orvos által tervezett beavatkozás elvégzésére. A beteg/páciens, illetve törvényes képviselője megismeri az adott beavatkozás előnyeit, veszélyeit, majd ezek ismeretében dönt. A jogszabályok értelmében az orvos köteles a pácienst/beteget - illetve annak döntésképtelensége esetén a törvényes képviselőt - tájékoztatni arról, hogy a kezelés, vizsgálat vagy a kutatásban való részvétel milyen kockázattal járhat. A beteg/páciens vagy a törvényes képviselő mérlegelheti a valószínű kockázatokat a valószínű előnyökkel szemben, és jogában áll azok elfogadása vagy visszautasítása.
Kutatási célú vizsgálatok előtt a pácienseket szükséges arról is tájékoztatni, hogy bármely stádiumban és bármilyen okból visszavonhatják beleegyezésüket, és ebből adódóan kár, megkülönböztetés nem érheti őket. A részvételi szándékot feltehetően befolyásoló információt tilos visszatartani.

## Történet
A tájékozott beleegyezés akkor vált fontossá, amikor a tudósok rájöttek, hogy kutatásaik ütköznek a pszichológusok legfontosabb elvével, mely szerint semmilyen körülmények között nem szabad az embereknek ártani.
A potenciális ártalmak számos forrásból származhatnak. Az önbeszámolók és megfigyelések során olyan dolgok derülhetnek ki az alanyokról, amelyekről jobban szeretnék, ha nem válnának közismertté. A legtöbb vizsgálatban ezt a veszélyforrást a személyek válaszai névtelenségének és azonosíthatatlanságának megőrzésével hárítják el. Az ártalmak egy másik forrása, hogy a személyeket összezavarhatja és lehangolhatja a vizsgálatban való részvételük, ahogyan az a stanfordi börtönkísérletben történt. A kísérleti személyek intenzív kínt élhetnek át, ha potenciális károkozásba vonják be őket, nehéz döntéseket kell meghozniuk, vagy ha olyan helyzetbe hozzák őket, amely fölött nincs kontrolljuk. Felizgathatják őket az eseményekre adott saját reakcióik is.
Azok a vizsgálatok, amelyek olyan eltérő témákról szólnak, mint a segítő viselkedés vagy a sztereotipizálás, gyakran akkor okoznak kellemetlen érzést, amikor az alanyok később rájönnek, hogy társadalmilag nemkívánatosak voltak. Ez felveti azt a dilemmát, hogy míg a szociálpszichológusok azt szeretnék, hogy vizsgálatuk fontos kérdésekről szóljon, a kutatás folyamán egyes személyek nyugtalanító dolgokat fedezhetnek fel saját magukkal vagy másokkal kapcsolatban.
Ennek megoldására alakult ki az a procedúra, hogy kikérik az alanyok tájékozott beleegyezését. Válaszul a stanfordi börtönprojekttel és más hasonló kísérletekkel kapcsolatos jogos aggodalmakra, a szociálpszichológusoknak ma segíteniük kell a kutatásban részt vevőket megvédeni a lehetséges ártalmaktól oly módon, hogy közlik velük, bármikor elállhatnak a kísérlet folytatásától anélkül, hogy hátrány érné őket. Az önként jelentkező személyeknek ugyanakkor elegendő információt kell a kutatásról rendelkezésükre bocsátani ahhoz, hogy tájékozott döntést tudjanak hozni a részvételről. A kísérleti személyek nem kényszeríthetőek a vizsgálatban való részvételre.